# Narew (fiume)
Il Narew (in antico prussiano e in lituano: Naura, in bielorusso: Нараў) è un fiume della Bielorussia occidentale e della Polonia nord-orientale, affluente del fiume Vistola. Con una lunghezza di 484 km (36 in Bielorussia e 448 in Polonia) è il quinto fiume più lungo della Polonia. L'area del bacino è di 75.175 km² (dei quali 53.873 in Polonia).
Il Narew nasce in Bielorussia e confluisce nella Vistola in Polonia. La parte compresa tra il Lago Zegrzyńskie, dove si unisce al Bug Occidentale e la Vistola è talvolta chiamato Narwio-Bug. Il nome del fiume viene da una radice della lingua proto-indo-europea Nur associata alla parola "acqua".

## Città attraversate

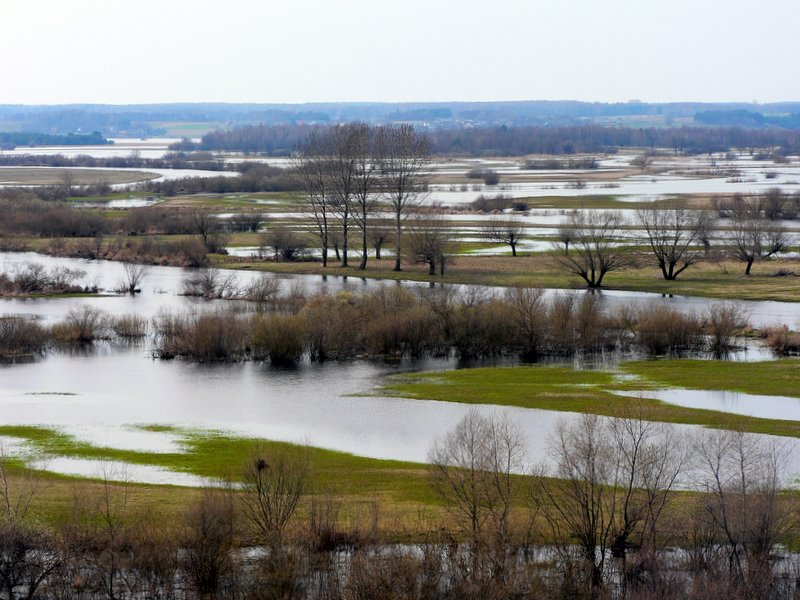
Il Narew a Strękowa Góra

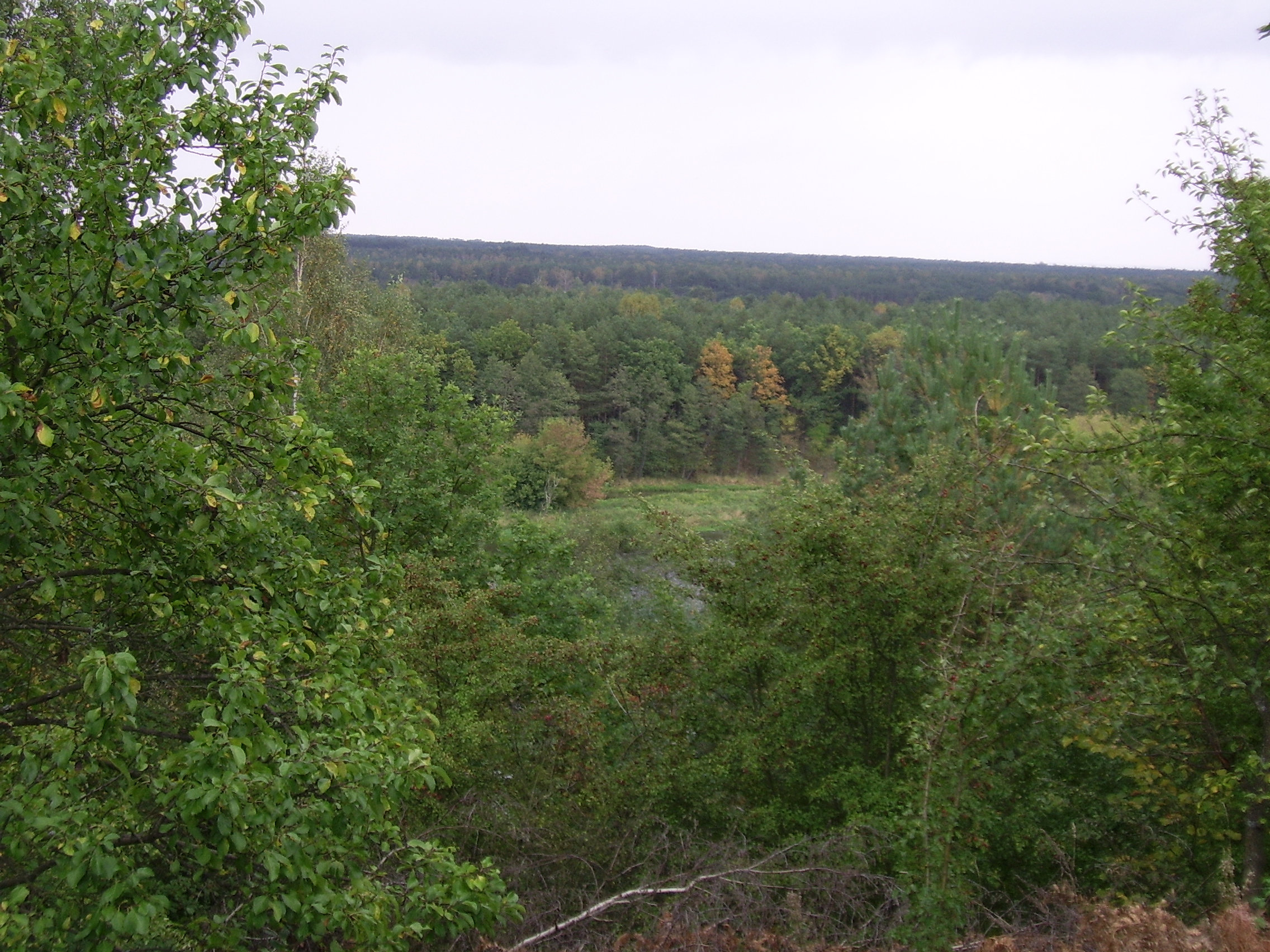
La valle del Narew sulla riva destra del fiume presso Paulinowo-Dzbądz (presso la città di Różan)

- Suraż
- Łapy
- Tykocin
- Łomża
- Nowogród
- Ostrołęka
- Różan
- Pułtusk
- Serock
- Nowy Dwór Mazowiecki
- Modlin
- Piątnica
- Drozdowo

## Storia
Il 6 settembre 1939, le forze militari polacche tentarono di utilizzare il Narew come linea di difesa contro gli attacchi dei tedeschi durante l'invasione della Polonia. Questa posizione sul Narew fu abbandonata il giorno seguente in favore del Bug Occidentale, poiché le forze tedesche avevano già sfondato le linee di difesa.